# Muehlenbeckia complexa
Espèce
Muehlenbeckia complexa, la Muehlenbeckie, est une espèce de plantes à fleurs de la famille des Polygonaceae. C'est une plante ornementale rampante originaire de Nouvelle-Zélande.

## Horticulture
Elle convient pour le jardin, le balcon ou les rocailles. Il faut la planter de préférence dans un sol léger et perméable. Il faut éviter l'assèchement.